# Gökdepe
Gökdepe (Köktepe; russisch Гёкдепе Gjokdepe, 1881–1993 Геок-Тепе Geok-Tepe) ist die Hauptstadt des Gökdepe etraby (Bezirk Gökdepe) in der Provinz Ahal welaýaty in Turkmenistan, 45 km nordwestlich von Aşgabat.

## Etymologie
Gök depe bedeutet „Blauer Hügel“ im Turkmenischen. Atanyýazow erklärt die Bezeichnung mit den Hügeln im Distrikt, die „von weitem im Dunst schwarz-blau erscheinen“.

## Geographie
Die Stadt entstand rund um eine ehemalige turkmenische Festung. Sie erstreckt sich entlang der M37 und der Transkaspischen Eisenbahn. Im Südwesten erstreckt sich der Gebirgszug Uli-Topa (russisch Хребет Улыдепе) und im Nordwesten liegt das gestaute Köpetdag-Wasserreservoir (Копетдагское Водохранилище).

### Distrikt
Der Distrikt ist „Gökdepe etraby“.
Distriktsvorsteher (Häkim) ist Çarlyýew Çarygeldi (Stand 2024).

## Geschichte

### Schlacht von Gökdepe
Die Festung Gökdepe bestand aus einem ummauerten, 2,8 km großen Bereich. Die Mauer war 5,5 m hoch und 6 bis 9 m dick. Im Dezember 1880 in der Belagerung von Gökdepe wurde sie von 6.000 russischen Soldaten unter General Skobelew gegen 25.000 Verteidiger belagert. Die Belagerung von Gökdepe dauerte 23 Tage, dann wurde die Festung im Sturm genommen. Die russischen Truppen trafen auf heftigen Widerstand. Schließlich brachen sie durch, nachdem sie einen Tunnel unter der Mauer gegraben hatten und dann am 31. Dezember 1880jul. / 12. Januar 1881greg. eine Bombe unter der Mauer detonieren ließen. Sobald die Mauer gebrochen war, stürmten die Russen die Festung. Mehrere hundert Verteidiger starben in der Explosion und viele weitere kamen in den folgenden Gefechten um. Schließlich flohen die Verteidiger, und die 40.000 Zivilisten in der Festung flohen durch die Wüste, verfolgt von General Skobelews Kavallerie. Etwa 8.000 turkmenische Soldaten und Zivilisten starben auf der Flucht, zusätzlich zu den 6.500 Opfern, die in der Festung umgekommen waren. Von den russischen Angreifern wurden 398 getötet und 669 verwundet.

### Neuzeit
Im Februar 2020 ehrte Präsident Gurbanguly Berdimuhamedow den Bezirk als den „besten Bezirk“ des Landes 2019 mit einem Preis von umgerechnet 1 Million US-Dollar.

## Architektur
- Das bedeutendste Bauwerk der Stadt ist die Saparmyrat-Hajji-Moschee, die 1995 auf Befehl von Präsident Saparmyrat Nyýazow errichtet wurde, um den Gefallenen der Schlacht von Gökdepe ein Denkmal zu setzen. Das lokale Geschichtsmuseum befindet sich auf dem Gelände der Moschee und ein Stockwerk des Museums ist der Schlacht gewidmet. Der gesamte Komplex befindet sich am Südende der ehemaligen Festung.
- Halk-Hakydasy-Gedenkstätte

## Wirtschaft
In der Stadt gibt es eine Baumwollspinnerei und die Textilfabrik Gökdepe, die nach Atamyrat Nyýazow benannt wurde, dem im Zweiten Weltkrieg verstorbenen Vater des Präsidenten Saparmyrat Nyýazow. Außerdem gibt es zwei Krankenhäuser und den zentralen Basar Ak Basar an der M37, ein wichtiger Markt für die Region.

### Landwirtschaft und Ernährung
In der Region wird Weizen und Baumwolle angebaut. Aus den Baumwollsamen wird in der Gemüseölgesellschaft Ahal in der Nähe von Owadandepe Speiseöl und Mehl hergestellt. Sie wurde am 17. Mai 2010 eröffnet und hat eine Kapazität 96.000 t Baumwollsamen jährlich. Die tägliche Produktion beträgt 50 t Baumwollsamenöl, 10 t Margarine und 140 t Baumwollsamenmehl und 70 t Sojabohnenschalen.

### Industrie
Am 28. Juni 2019 wurde in Owadandepe eine Fabrik im Wert von umgerechnet 1,7 Milliarde US-Dollar zur Herstellung von Benzin aus Erdgas in Auftrag gegeben. Sie wurde von Rönesans Holding und Kawasaki Heavy Industries mit Technologie von Haldor Topsoe gebaut. Die Fabrik hat eine Kapazität von 600.000 t Benzin, 12.000 t Dieselkraftstoff und 115.000 t Flüssiggas pro Jahr aus 1,7 Milliarden m³ Erdgas.
2019 produzierte Turkmenistan 5,1 Millionen m² Scheibenglas (Dicke: 4 mm) in der Region Ahal. Eine Glasfabrik für umgerechnet 375 Millionen Dollar für Flussglas und Glascontainer der Tepe Inşaat aus der Türkei wurde am 14. Februar 2018 in Owadandepe eröffnet. Sie ersetzte eine Glasfabrik aus der Sowjetzeit im zentralen Aşgabat. 2019 betrugen die Glasexporte Turkmenistans umgerechnet circa 9,5 Millionen Dollar.
Die Verhüttungsanlage Türkmen Demir Önümleri Döwlet Kärhanasy, die mit Metallabfällen betrieben wird, befindet sich an der Ashgabat-Dashoguz-Autobahn bis Owadandepe. Sie produziert hauptsächlich Bewehrungsstahl und Baustahl.
Die Derweze Döwlet Elektrik Stansiýasy („Staatliches Elektrizitätswerk Derweze“), eine Fabrik mit einer Kapazität von 504,4 MW Leistung, wurde 2015 von Çalık Holding (Çalık Enerji) bei Owadandepe gebaut.

### Staatliche Einrichtungen
Die Stadt Arkadag, Hauptstadt der Provinz Ahal, liegt ebenfalls im Gökdepe etraby, circa 11 km östlich von Gökdepe. Das Gefängnis von Owadandepe liegt etwa 30 km nordnordwestlich vom Sitz der Provinzverwaltung, G. Orazow Adyndaky Oba (Owadandepe geňeşligi).